# Лена Нитро
Лена Нитро (на английски: Lena Nitro) е германска порнографска актриса, режисьор и продуцент на порнографски филми.
Родена е на 16 юни 1987 г. в Берлин, Германия.

## Кариера
Дебютира като актриса в порнографската индустрия през 2009 г. Снима се в продукции на немските компании Videorama, Magma, Inflagranti и Puaka.
През 2012 г. взима участие в шоуто „Секси футбол“, представляващо футболен мач между Германия и Дания, като отборите са съставени от немски порноактриси, а съдия е еротичния модел Микаела Шефер. Мачът се играе един ден преди двубоя между тези държави на Европейското първенство по футбол, провежда се на пясък в Берлин в две полувремена от по 10 минути и завършва с резултат 13:1 в полза на Дания.
През 2017 г. става спонсор на аматьорския футболен тим „Обервюрцбах“, състезаващ се в регионалните първенства на германската област Саарланд. Нейното име е изписано на екипите и анцузите на отбора.

## Награди и номинации
Носителка индивидуални награди
- 2010: Erotixxx награда за изгряваща звезда.[4][8]
- 2011: Venus награда за най-бележит прогрес в Германия.[4]
- 2012: Venus награда за най-добра актриса на Германия.[4][9]
- 2012: Erotic Lounge награда за най-добра актриса.[10]
- 2013: Venus награда за най-добра актриса.[11]
- 2013: Erotic Lounge награда за най-добра актриса.[12]